# Phare de Seaton Carew
Les phares Seaton Carew étaient une paire de phares construits dans la station balnéaire de Seaton Carew (en) pour guider les navires dans la rivière Tees qui débouche entre Hartlepool et Redcar. La lumière basse (Low Light) a été démolie il y a plus d'un siècle et ce qui restait de la haute lumière (High Light) a été déplacé dans le Port de plaisance d'Hartlepool, dans le comté de Durham en Angleterre.
Il est maintenant protégé, sous le nom de Seaton Tower en tant que monument classé du Royaume-Uni de Grade II.

## Histoire

### Seaton Carew Low Light
La lumière basse était sur le front de mer de Seaton Carew. C'était une tour hexagonale à 21 m au-dessus de la marée haute moyenne et présentait une lumière rouge fixe. L'usine South Durham Steel and Iron Company a été construit au nord de la Low Light Seaton Carew et, dans un rapport de la Chambre de commerce en Janvier 1877, il a été affirmé que la lueur des fours de l'usine d'acier la nuit à proximité du phare a pu être confondu avec sa lumière rouge.

### Seaton Carew High Light
La lumière haute et les maisons de gardien avaient été construites en 188 au nord de l'embouchure de la rivière Tees. C'était une colonne toscane de 21 m de haut en grès cendré construite. La High Light Seaton Carew contenait un escalier hélicoïdal éclairé par des fenêtres étroites entre les blocs de maçonnerie. Ce phare était également connu sous le nom de Phare de Longhill et émettait une lumière blanche fixe.

### Désactivation et relocalisation
En 1884, le nouveau phare de South Gare a été construit sur le brise-lames de South Gare (en) à Redcar et Cleveland, sur la rive sud de l'embouchure de la rivière Tees.
Les deux phares ont été utilisés jusqu'en 1892. Les lumières de Seaton Carew et Hartlepool a été interrompues par les Tees Conservancy Commissioners. Low Light a probablement été démoli une décennie plus tard en 1902 pour faire place à un tramway côtier et à la route de Hartlepool.
En 1985, bien que la High Light a été désaffectée et sa galerie démolie, le phare a été classé monument de Grade II. En 1995 le phare, maintenant connue sous le nom de Seaton Tower, a été déplacé par la Teesside Development Corporation (en) à la marina de Hartlepool pour devenir un point de repère de bnavigation et, en 1997, elle a été dédiée comme mémorial aux marins péris en mer.
Identifiant : ARLHS : ENG-332 .

### Lien connexe
- Liste des phares en Angleterre